# 陳偉利
陳偉利（英語：Gary Chan，1978年11月16日—），為香港新聞從業員，曾任now新聞台《時事全方位》、《大鳴大放》節目監製，前now寬頻電視助理採訪主任。

## 資歷
陳偉利中學時代就讀於保良局百周年李兆忠紀念中學，為無綫電視新聞部2000年實習記者。2001年畢業於香港浸會大學傳理學院後轉為全職記者和主播，期後於2005年6月轉投有線新聞擔任專題組記者，期間曾擔任《還看2005國際》、《還看2005香港》及《時事寬頻》主持，2007年6月離職。同年2007年10月轉投now財經台擔任高級記者，後轉為now新聞台高級記者。
2008年7月，為準備奧運來臨而增加的採訪項目，陳偉利被調離時事節目監製，加入「京奧採訪組」任副組長，且任駐北京記者。
陳偉利在now寬頻電視新聞任職期間曾遠赴英國修讀碩士學位課程。
2021年3月底宣佈離職，一個月後並轉到香港賽馬會擔任廣播及媒體製作高級經理。翌年3月15日成為父親，育有一女。

## 參與採訪專題節目
2005年 有線新聞：《世貿在香港》
2006年 有線新聞：《時事寬頻》-《中國教會系列》專題
2008年 now新聞台：四川地震一個月專題

## 獎項
2005年 有線專題，《世貿系列-南韓篇》獲《紐約電視節》優異獎 
2006年 有線專題, 《地下教會》獲《紐約電視節》優異獎
2009年 中大新聞獎 專題組 優異獎

## 外部連結
- 陳偉利的新浪微博